# Cecidioskyttea
Cecidioskyttea is een monotypisch geslacht van schimmels uit de klasse Lecanoromycetes. Het bevat alleen Cecidioskyttea osorioi.